# Midori, Chiba
Midori (緑区 Midori-ku) là quận thuộc thành phố Chiba, tỉnh Chiba, Nhật Bản. Tính đến ngày 1 tháng 10 năm 2020, dân số ước tính của quận là 146.940 người và mật độ dân số là 129.421 người/km2. Tổng diện tích của quận là 66,25 km2.